# Gusevgambiet
Het Gusevgambiet is in de opening van een schaakpartij een variant van de Oostenrijkse opening in de gesloten spelen die begint met de zetten: 1.d4 d5 2.c4 c5 3.cd Pf6 (code D 06).
Externe link
- (en) Partijen www.chessgames.com